# ليلو وستيتش 2
ليلو وستيتش 2 (بالإنجليزية: Lilo & Stitch 2: Stitch Has a Glitch)‏ هو فيلم رسوم متحركة من إنتاج ديزني تون ستوديوز.

## التمثيل الصوتي

### النسخة العربية الفصحى
- شربل أيوب - ستيتش
- كارين عودة - ليلو
- نداء زغيب - ناني
- عفيف شيا - جامبا
- حسن مهدي - بليكلي
- فادي الرفاعي - كومو
- شربل رحمة - دايفيد
- جيهان الملا
- رالين داغر
- إيمان عنان
- توفيق شهاب

## الموسيقى التصويرية
| #   | عنوان                                             | أداء                                                                                        | المدة |
| --- | ------------------------------------------------- | ------------------------------------------------------------------------------------------- | ----- |
| 1.  | "Hawaiian Rollercoaster Ride"                     | Jump5                                                                                       | 3:04  |
| 2.  | "A Little Less Conversation" (vs. توم هولكينبورج) | إلفيس بريسلي                                                                                |       |
| 3.  | "He Mele No Lilo"                                 | [[Mark Kealiʻi Hoʻomalu\|Mark Kealiʻi Hoʻomalu]] ‏, The Kamehameha Schools Children's Chorus |       |
| 4.  | "The Old Hawaiian Way"                            | The Big Kahuna                                                                              |       |
| 5.  | "I Need Your Love Tonight"                        | إلفيس بريسلي                                                                                |       |
| 6.  | "My Little Grass Shack ‏"                          | ليزا لوب                                                                                    |       |
| 7.  | "Rubberneckin'"                                   |                                                                                             |       |
| 8.  | "Pineapple Princess"                              | أنيت فانيتشيلو                                                                              |       |
| 9.  | "Lahaina"                                         | The Volcanoes                                                                               |       |
| 10. | "Rock-A-Hula Baby"                                | Collin Ray and the Jordanaires                                                              |       |
| 11. | "ألوايز"                                          | Dennis Kamakahi                                                                             |       |
| 12. | "Aloha 'Oe"                                       | تيا كاريري                                                                                  |       |
| 13. | "Hawaiian Rollercoaster Ride"                     | Baha Men                                                                                    |       |

## وصلات خارجية
- الصفحة الرئيسية
- ليلو وستيتش 2 على موقع IMDb (الإنجليزية)
- ليلو وستيتش 2 على موقع روتن توميتوز (الإنجليزية)
- ليلو وستيتش 2 على موقع نتفليكس (الإنجليزية)
- ليلو وستيتش 2 على موقع ألو سيني (الفرنسية)
- ليلو وستيتش 2 على موقع Turner Classic Movies (الإنجليزية)
- ليلو وستيتش 2 على موقع أول موفي (الإنجليزية)
- ليلو وستيتش 2 على موقع فيلمافينيتي (الإسبانية)
- ليلو وستيتش 2 على موقع قاعدة بيانات الأفلام السويدية (السويدية)
- ليلو وستيتش 2 على موقع قاعدة بيانات الفيلم (الإنجليزية)
- ليلو وستيتش 2 على موقع ليتربوكسد (الإنجليزية)